# Chamus (Volk)
Die Chamus (Il Chamus, auch Camus, Tiamus oder Njemps) sind eine Maa-sprachige Volksgruppe mit etwa 7.000, anderen Angaben zufolge 19.000 Angehörigen, die südlich und südöstlich des Baringosees in Kenia lebt. Sie sind den Samburu eng verwandt und sprechen eine Sprache, die dem Maa der Samburu so ähnlich ist, dass sie zum Teil als deren Dialekt angesehen wird.

## Geschichte
Die Chamus wurden auch als „bäuerliche Massai“ bezeichnet. Im 19. Jahrhundert beruhte ihre Wirtschaft auf Ackerbau mit Bewässerung und dem Verkauf von Getreide an Handelskarawanen in Richtung Uganda sowie auf Handel mit Elfenbein. Vieh hielten die Chamus hingegen nur wenig, da dieses häufig von den benachbarten Hirtenvölkern der Turkana und Massai geraubt wurde. In Dürrezeiten bot ihr Gebiet Zuflucht für verarmte Hirten der Samburu und der Uasin-Gishu- und Laikipiak-Massai. So gehen zahlreiche Clans der Chamus teilweise auf Samburu und Laikipiak zurück.
Anfang des 20. Jahrhunderts ermöglichte die britische Kolonialherrschaft mit der „Befriedung“ der Nachbarvölker eine Umstellung der Wirtschaftsweise der Chamus. Sie schränkten den Ackerbau stark ein und begannen als Viehzüchter zwischen den Hügeln bei der Anhöhe im Laikipia District und den Sümpfen am Baringosee umherzuziehen. Getreide kauften sie nun bei den Bauern der Tugen, von reisenden Händlern oder in Geschäften. Dieser Wandel war bis in Ende der 1920er Jahre so weit fortgeschritten, dass die Kolonialbehörden annahmen, die Chamus wären seien seit je Viehzüchter gewesen und könnten allenfalls zum Ackerbau bewogen werden.
Die Viehzucht erreichte in den 1940er und 1950er Jahren ihren Höhepunkt. In jüngerer Zeit (1966–1982) haben die Chamus hingegen den Ackerbau wieder aufgenommen, auch weil die Preise für Konsumgüter wie Mais und Fingerhirse stärker gestiegen waren als die Erlöse, die sie für Tiere, Häute und Felle erzielen konnten. Sie bauten wieder Bewässerungssysteme auf, daneben betreiben sie bei ausreichendem Regen auch Trockenfeldbau, vor allem mit Mais. Chamus in Gebieten, wo Bewässerung technisch nicht möglich ist, leben weiterhin hauptsächlich von Viehzucht und Lohnarbeit; sie waren in jüngerer Zeit am anfälligsten für Dürre und Krankheiten.